# Instamaps

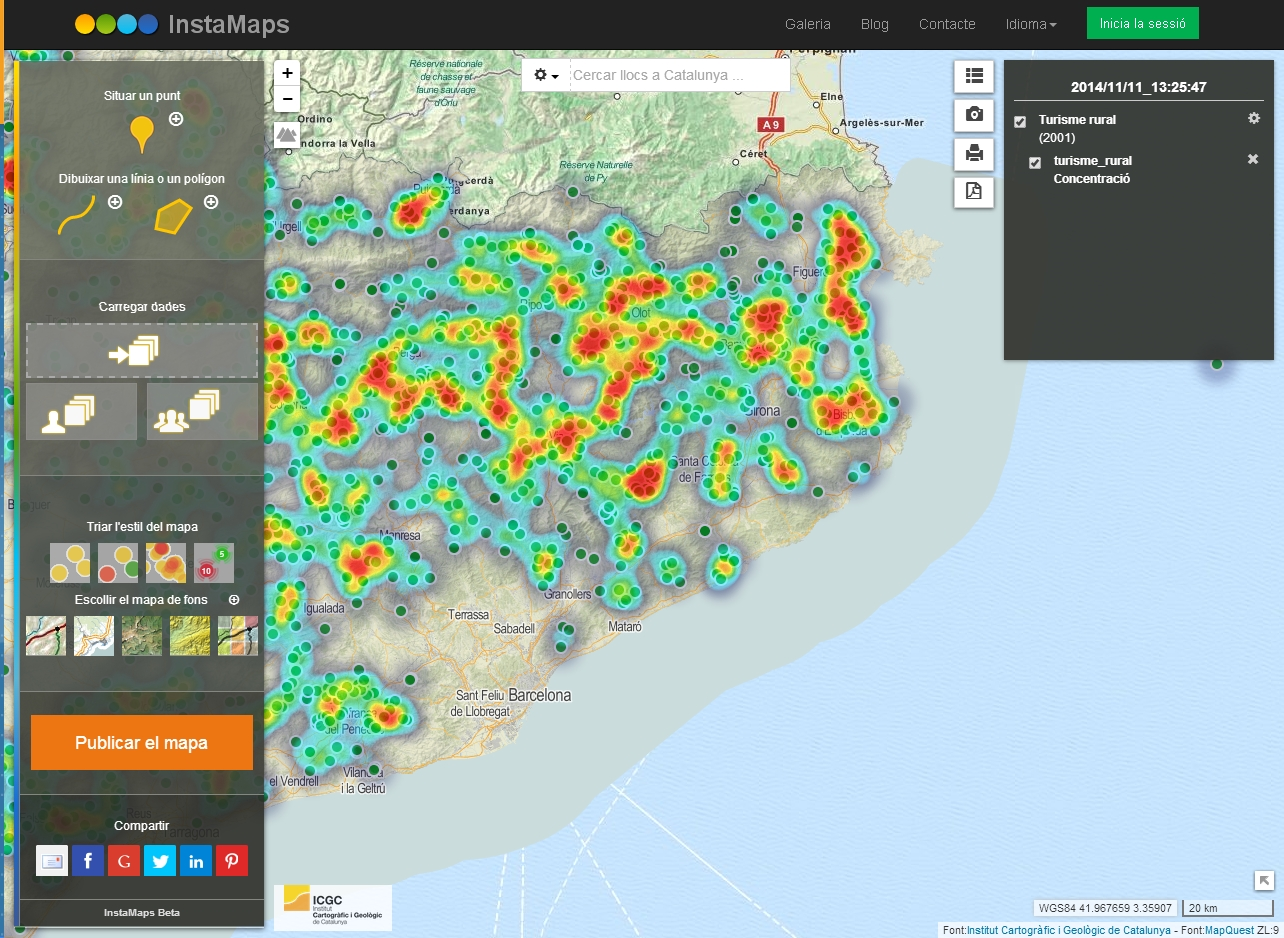
Editor de Instamaps

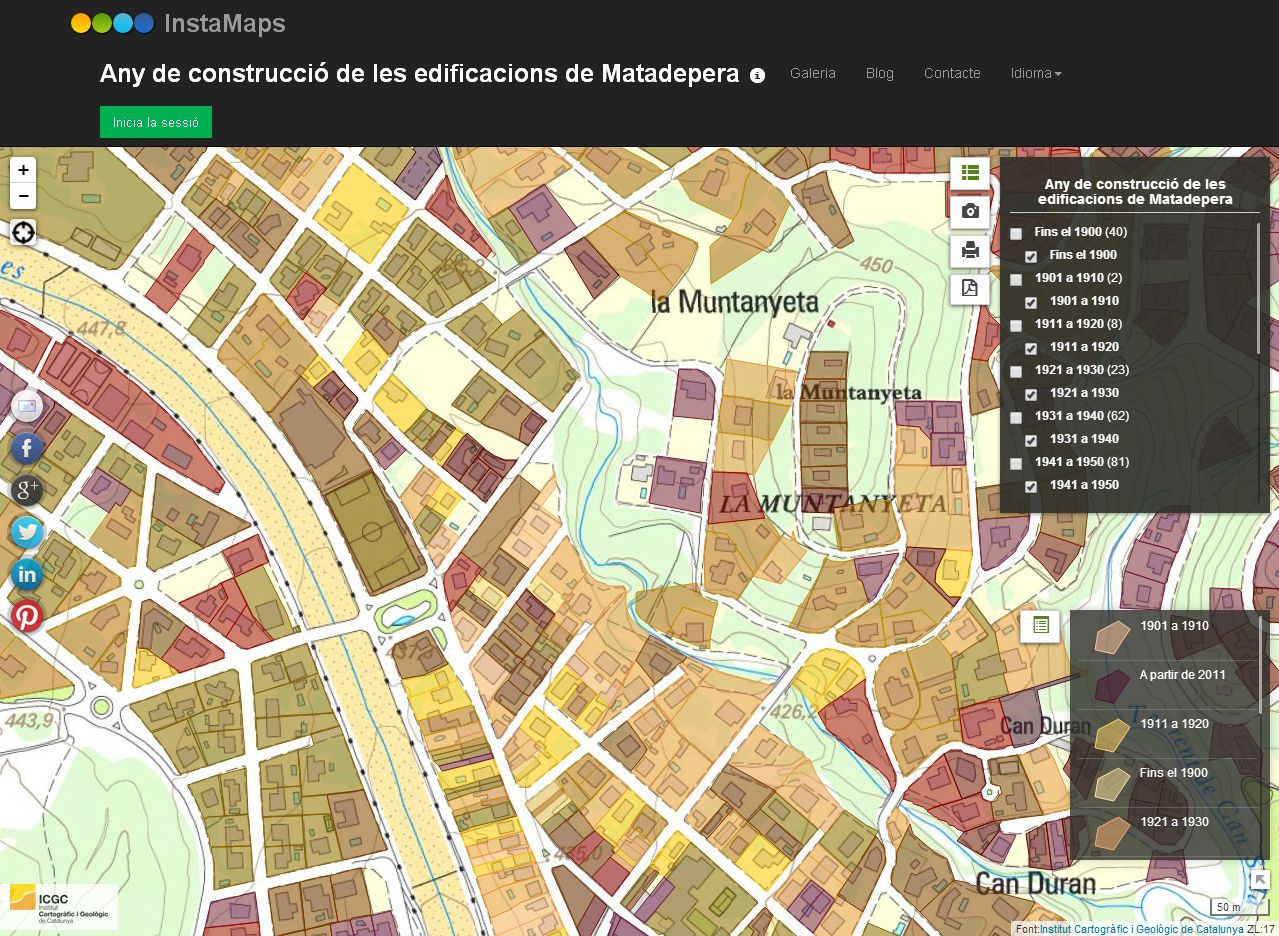
Visor de Instamaps

Instamaps es una plataforma web abierta para la creación, distribución y compartición de mapas en Internet.
Se trata de una herramienta pública que permite al usuario no experto la creación de su propia geoinformación, ya sea dibujándola o cargando sus archivos de datos. La creación de un mapa en línea es sencilla: añadir información propia o de terceros, seleccionar el estilo del mapa, escoger la cartografía de base y compartir el mapa generado.
Esta herramienta facilita el acceso a la geoinformación de distintas fuentes de datos como el portal de datos abiertos de la Generalidad de Cataluña y otros organismos. También permite consumir datos directamente de las redes sociales, del Web Map Service y acceder a ficheros remotos de datos. Existe la posibilidad de acceder a cursos y talleres sobre su uso.
La plataforma incorpora una galería de mapas donde se pueden visualizar, compartir e incluso descargar los mapas hechos por los usuarios que han sido etiquetados como públicos.
Instamaps es una herramienta de uso abierto creada por el Instituto Cartográfico y Geológico de Cataluña (ICGC). Su objetivo es ser una herramienta de conocimiento para uso de la ciudadanía.